# 課税物件
課税物件（かぜいぶっけん、英語: Tax Objects、ドイツ語: Steuerobjekt）とは、課税の対象となる物・行為・事実のことである。消費税法では「課税の対象（消費税法4条）」といい、地方税法では「課税客体（地方税法3条1項）」という。

## 概要
課税物件および課税物件の帰属は、課税要件の一つであり、納税義務が成立するための物的な要件とされる。課税物件が何であるかは個々の租税法が規定する。
課税物件を金額・数量などで表したものを課税標準といい、課税標準に税率をかけることで税額を算定する。

## 課税物件の種類
課税物件とは、物・行為・事実のことであり、納税義務が成立するための物的な課税要件である。課税の対象とされる課税物件が何であるかは個々の租税法が規定するため、課税物件の種類は多様であるが、類型化すると以下のようになる。
収得税
所得税・法人税においては個人・法人の所得
事業税においては個人・法人の事業収益
財産税
相続税・贈与税においては相続・贈与により取得した財産
固定資産税においては固定資産とされる財産
消費税
直接消費税においては消費行為（例：ゴルフ場利用税におけるゴルフ場の利用）
間接消費税においては消費行為（例：消費税における資産の譲渡等・外国貨物の引き取り）
個別消費税においては消費物件（例：酒税における酒類）
流通税
不動産取得税においては不動産の取得
登録免許税においては登記・登録等
印紙税においては課税文書の作成

## 物的課税除外
一般的に課税の対象とされる物・行為・事実のうち、法律の規定により課税の対象から除外することを物的課税除外（物的非課税）という。物的課税除外は、公益上の必要などの理由により認められる。
具体的には、所得税法に規定する非課税所得（所得税法9条）、相続税法に規定する相続税の非課税財産（相続税法9条）・贈与税の非課税財産（同法21条の3）などが挙げられる。

## 課税物件の帰属
課税物件と納税義務者の結びつきを課税物件の帰属（英語: Attribution、ドイツ語: Zurechnung）という。

### 実質所得者課税の原則
課税物件の帰属については帰属関係の明瞭でない場合が多く、特に名義と実体、形式と実質が一致しない場合が問題となり、帰属をめぐって争われた例も少なくない。その帰属の関係の存否に関する原則を、実質所得者課税の原則（実質帰属者課税の原則）という。
所得税・法人税については、所得税法12条、法人税法11条において、実質所得者課税の原則が定められている。これらの規定は、その意義について以下の2つの見解がある。文理的にはどちらの解釈も可能であるが、法律的帰属説が妥当とされる。
法律的帰属説
法律上の帰属につき形式と実質が相違している場合には、実質に即して判定すべき、という考え方。
経済的帰属説
法律上の帰属と経済上の帰属が相違している場合には、経済上の帰属に即して判定すべき、という考え方。
また、固定資産税については、登記簿・土地補充課税台帳・家屋補充課税台帳・償却資産課税台帳に所有者として登記・登録がされている者に課すると規定されており（地方税法343条1項から3項）、実質ではなく形式によって帰属の関係が決定される。この決定方法を、「表見課税主義」という。